# Anders Uhr (politiker)
Anders Wilhelm Uhr (i riksdagen kallad Uhr i Mörby, senare Uhr i Svenstorp), född 19 februari 1806 i Asker, död 28 september 1891 i Asker, var en svensk lantbrukare, byggmästare och politiker.
Anders Uhr, som var son till en byggmästare, var lantbrukare och byggmästare i Västra Vingåker samt från 1849 i Svenstorp i Asker, där han också var ledande kommunalman.
Uhr var riksdagsman för bondeståndet vid ståndsriksdagarna 1850/51 och 1859/60 (båda gångerna för Askers och Sköllersta härader) samt 1862/63 (för Askers, Sköllersta, Örebro och Glanshammars härader) och 1865/66 (för Askers, Sköllersta, Örebro, Glanshammars och Nora och Hjulsjö härader).
Uhr var även riksdagsledamot i andra kammaren 1867–1878 för Askers och Sköllersta häraders valkrets. I riksdagen blev han vid 1868 års riksdag en av de ledande politikerna i det nybildade Nyliberala partiet, där han kvarstod till partiets upplösning 1871. Därefter övergick han till Lantmannapartiet. Han arbetade aktivt för ett antal radikala reformer: bland annat motionerade han flera gånger om införande av allmän rösträtt för män från 21 års ålder och för införande av civiläktenskap. I riksdagen skrev han 21 egna motioner, varav flera om allmän rösträtt för män från 21 års ålder och om borgerliga äktenskap. Andra motioner gällde bevillningsstadgan, häradsskrivares löner och borttagande av laga påföljder för uraktlåtenhet att begå dop eller nattvard.